# دمنة القعاميس (أسلم)

تعديل مصدري - تعديل

دمنة القعاميس هي إحدى قرى عزلة أسلم الشام بمديرية أسلم التابعة لمحافظة حجة، بلغ تعداد سكانها 206 نسمة حسب تعداد اليمن لعام 2004.